# عشر علاقات كبرى

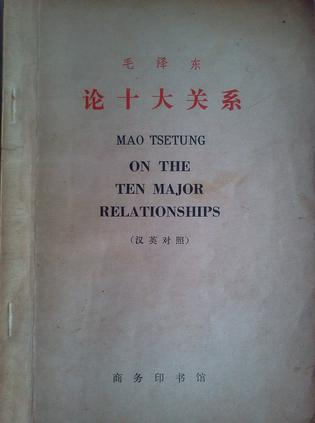

العشرة علاقات الكبرى، كتبها ماو تسي تونغ في نيسان/أبريل 1956، تمثل الخطوط العريضة لكيفية استمرار جمهورية الصين الشعبية نحو البناء الاشتراكي للدول السياسية والاقتصادية والعلمية والثقافية. وكان أن يتأثر الاتحاد السوفياتي ولكن أن تكون ذات خصائص صينية.
وكانت العلاقات العشرة الكبرى :
- الصناعات الثقيلة والصناعات الخفيفة
- الصناعة في المناطق الساحلية والصناعة في المناطق الداخلية
- البناء الاقتصادى والدفاع البناء
- الدولة، وحدات الإنتاج والمنتجين
- المركزية والسلطات المحلية
- من قومية هان و الأقليات القومية
- الحزب وغير طرف
- الثورة والثورة المضادة
- الحق والباطل
- الصين وغيرها من البلدان